# Hand geven

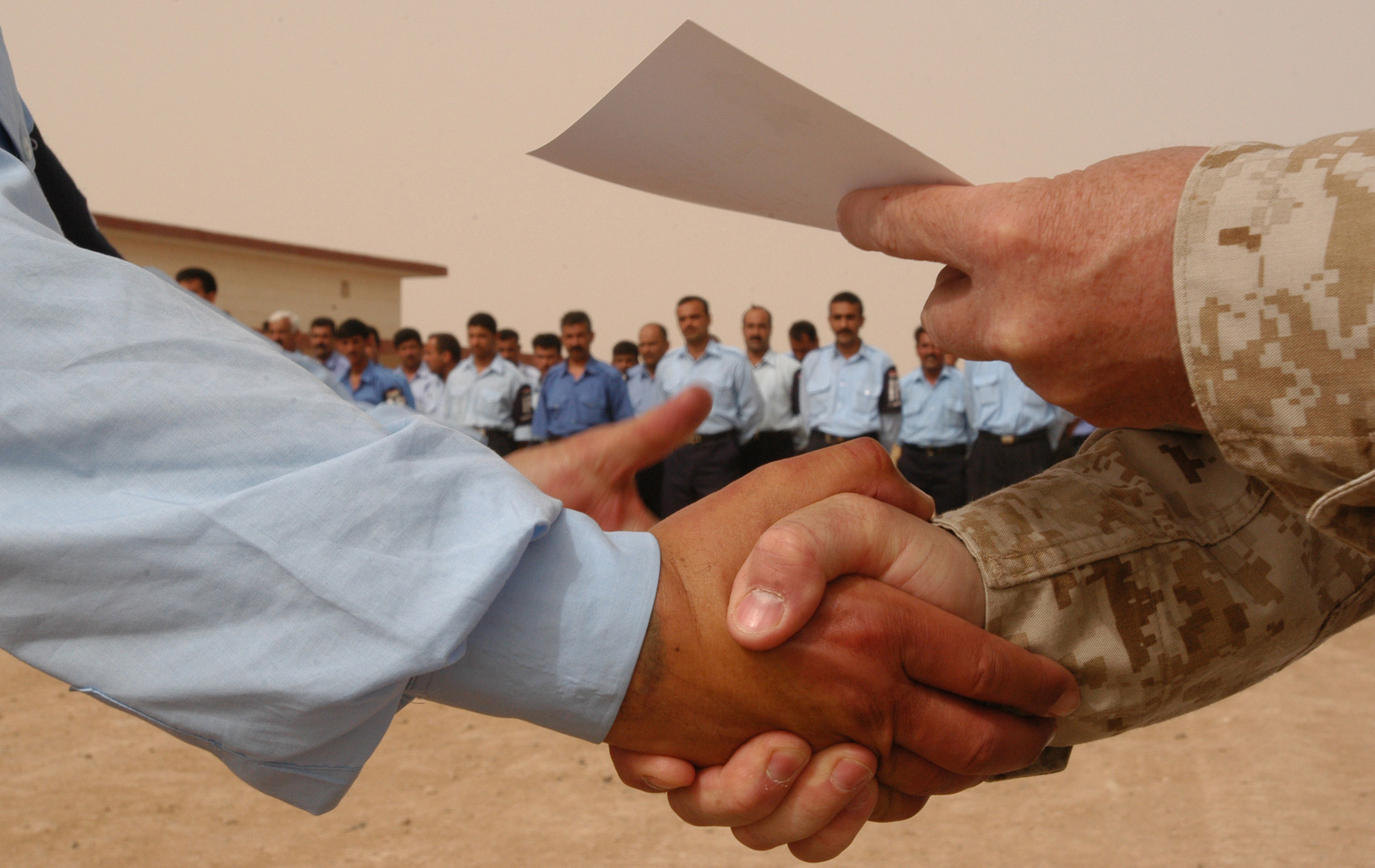
Handenschudden

Iemand een hand geven is wereldwijd de gebruikelijke manier van begroeting tussen twee mensen. Men biedt hierbij de ander de rechterhand aan en houdt elkaars hand kort vast, waarbij deze ook vaak op en neer geschud wordt. Dit gebruik heeft een oude oorsprong en heeft zich vanaf meerdere plekken over de wereld verbreid. De oudste vormen betreffen bijna altijd de begroeting tussen mannen. De handdruk tussen mensen van verschillend geslacht dan wel tussen vrouwen onderling heeft zich sinds de negentiende eeuw vanuit de westerse wereld verspreid, maar is in andere culturen niet vanzelfsprekend, soms zelfs omstreden.
In de meeste culturen wordt de handdruk beschouwd als een teken van gelijkwaardigheid, een al te nadrukkelijke of juist vluchtige handdruk kan daarentegen worden uitgelegd als gebrek aan respect. Discussies over het handen geven als onderdeel van het begroetingsritueel tussen mannen en vrouwen draaien meestal om kwesties van gelijkwaardigheid en respect. In situaties waar intiemere vormen van begroeting gebruikelijk zijn, kan de handdruk afstand scheppen. Het weigeren van een handdruk wordt soms beschouwd als gebrek aan respect; het ongevraagd bieden van de hand kan evenzeer als gebrek aan respect worden gezien. In situaties waarin een handdruk ongewenst is, zoals bij besmettingsgevaar of bij het overtreden van culturele taboes, leidt dit soms tot verwarring.
Een handdruk heeft in veel culturen tevens een symbolische betekenis. In de westerse cultuur wordt de handdruk al sinds de vroege middeleeuwen gebruikt om juridische overeenkomsten te bekrachtigen.

## Geschiedenis
De handdruk wordt onder meer beschreven in het Nieuwe Testament en in het Chinese Boek van de Han, beide zo'n 2000 jaar oud. In Europa gaat men ervan uit dat de handdruk al bestond in het oude Griekenland. Op Griekse vazen uit de vijfde en vierde eeuw voor Christus wordt de handdruk afgebeeld. In de Arabische wereld meent men dat de handdruk in Jemen is ontstaan. Soms noemt men de in het Romeinse leger wijdverspreide cultus van Mithras als oorsprong van het handdrukritueel.
De verbreiding van de handdruk in de moderne tijd hangt vooral samen met de opkomst van het gelijkheidsideaal. Bij religieuze secten als de quakers en bij broederschappen, gilden en verenigingen, zoals de vrijmetselarij en de scouting, speelt de handdruk een belangrijke rituele rol. De handdruk wordt dan gezien als de bevestiging van de onderlinge band tussen de leden.

## Moderne gebruiken
Handen schudden geschiedt in principe altijd met de rechterhand, tenzij een van de partijen dit niet kan, bijvoorbeeld door een verwonding of handicap. Elkaar de linkerhand geven is vrij ongebruikelijk en in veel culturen ook een sociaal taboe. Met name binnen de islam geldt de linkerhand als 'onrein', omdat die wordt gebruikt om na het ontlasten de billen af te vegen. In principe dienen wanten en handschoenen van tevoren af te worden gedaan; men geeft elkaar de onbedekte 'naakte' hand. Verder getuigt het van hoffelijkheid er van tevoren voor te zorgen dat de hand niet nat of vies is.
De manier van begroeten kan in verschillende culturen, tijden en landen van elkaar verschillen. Rond de Middellandse Zee en in Oost-Europa is het gebruikelijk dat mannen elkaar begroeten met het geven van een kus, al dan niet vergezeld van een handdruk. In de Bijbel is ook de gedachte van begroeting te vinden in de gemeente door een kus (1 Thessalonicenzen 5:26 en 1 Petrus 5:14).
In principe kan men, wanneer men elkaar vaak genoeg ziet, het handenschudden (of het zoenen) eveneens achterwege laten. In Nederland en Noord-West-Europa schudt men bijvoorbeeld de hand van verdere familie en vrienden, maar niet die van collega's, nabije familie en goede vrienden. In andere Europese landen wordt men daarentegen geacht elkaar bij elke ontmoeting een hand te geven. In de meeste Westerse culturen wordt het weigeren van een aangeboden hand als belediging gezien.

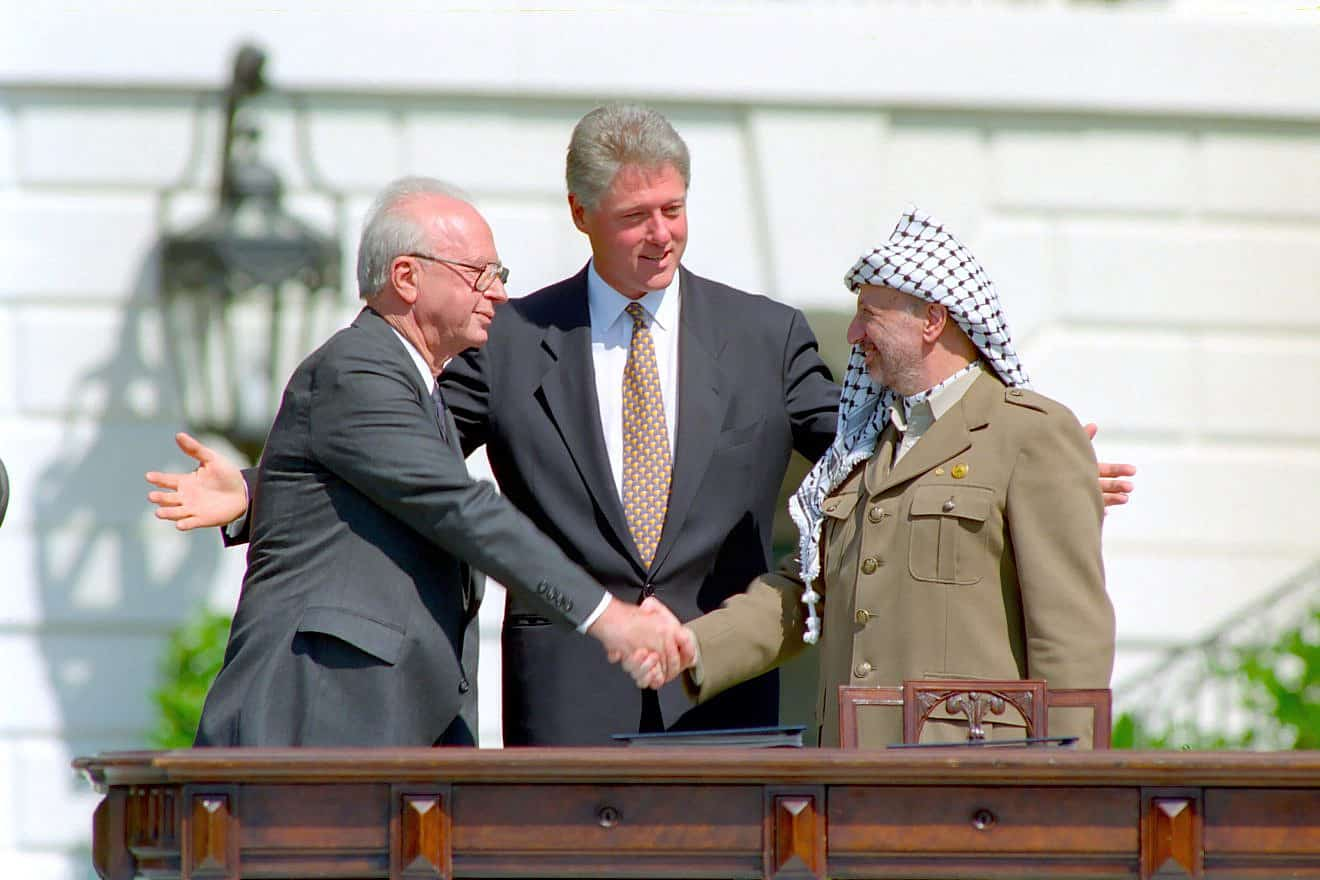
Een beroemde handdruk: de handdruk van Yitzhak Rabin en Yasser Arafat (1993)

Er zijn verschillende vormen van hand geven; van slappe handjes tot een stevige handdruk. Ook wordt er wel gesproken van een "Clinton-hand". "Een 'Clinton' is een bijzondere groet. Hij is genoemd naar de handdruk van voormalig Amerikaans president Clinton. Bij de 'Clinton' gaat de rechterhand stevig vooruit. De linkerhand pakt de elleboog van de andere persoon beet. Dat kan een gevoel van gemeenzaamheid creëren.
De symboliek die in een handdruk kan liggen, komt vaak sterk naar voren als er een ontmoeting plaatsvindt tussen vertegenwoordigers van regeringen of groeperingen die op gespannen voet met elkaar staan. Het al dan niet plaatsvinden van de handdruk in een dergelijke situatie wordt geacht een belangrijke indicator te zijn van de onderlinge verhouding die op dat moment bestaat dan wel gecreëerd wordt.

## Hand weigeren

### Religieus
Binnen bepaalde fundamentalistische delen van de islamitische wereld is het ongebruikelijk en zelfs tegen de goede zeden om als man in het openbaar een vrouw de hand te schudden. Men vermijdt contact tussen mannen en vrouwen of begroet elkaar op een andere wijze. Ook in diverse andere religies is een hand geven niet gebruikelijk. Dit geldt bijvoorbeeld voor orthodoxe stromingen binnen het jodendom en voor bepaalde boeddhistische monniken.
Ook tussen vrouwen onderling is de handdruk doorgaans ongebruikelijk.
De hoogleraren godsdienstwetenschap Herman Beck en Gerard Wiegers benadrukken dat het niet handen schudden bij orthodoxe moslims enerzijds in verband moet worden gebracht met een te voorkomen verleiding tot overspel. Dit berust op de gedachte dat aanraking van een vrouw seksuele begeerte kan opwekken jegens personen die niet tot de echtgenoten behoren, noch tot de categorie met wie iemand niet mag huwen. Anderzijds brengen de hoogleraren deze gewoonte in verband met de gecompliceerde regelgeving rond rein en onrein in met name het jodendom en de islam, waarmee de mensen in het westen steeds minder vertrouwd zijn en die in wezen te maken heeft met het zuiver kunnen naderen van God. Het aanraken door de man van een vrouw kan leiden tot verlies van de reinheid van de man. Echter, de meerderheid van islamitische geleerden stelt dat het geen effect heeft op de reinheid van een man, tenzij hij daarmee een genitale uitscheiding krijgt. Overigens bestaan hierover binnen de islam wel aanzienlijke verschillen van inzicht. De religieuze categorieën rein en onrein hebben overigens meestal niets te maken met hygiëne.
Op 19 november 2004 ontstond in Nederland ophef omtrent een situatie waarin minister Rita Verdonk de hand geweigerd werd door de salafistische imam Ahmad Salam. Verdonk toonde zich verbaasd en geraakt naar aanleiding van deze handweigering. De betreffende imam had aangegeven dat het absoluut niet afdeed aan zijn respect voor Rita Verdonk. Van de tientallen aanwezige imams was er één die de minister geen hand wilde geven, de foto van Verdonk die tevergeefs haar hand uitstak werd voorpaginanieuws.
In Rusland schudden vrouwen gewoonlijk geen handen, behalve bij zakelijke besprekingen.

### Hygiënisch
Een andere reden om elkaar geen hand te geven kan echter wel te maken hebben met hygiëne, namelijk infectiegevaar. Handen zijn immers in principe nooit echt 'schoon'. Bovendien raken veel mensen, veelal zonder zich ervan bewust te zijn, regelmatig de mond, neus of ogen aan. Het wordt aangeraden om na een bijeenkomst waarbij handen zijn gegeven de handen te wassen met water en zeep, en wanneer een besmettelijke ziekte heerst, het handen schudden geheel achterwege te laten (zoenen is dan uiteraard geheel uit den boze). 
Tijdens de coronapandemie van 2020 werd door autoriteiten wereldwijd afgeraden om handen te geven om de verspreiding van het SARS-CoV-2-virus te verminderen.

### Juridisch

#### Nederland
Handen schudden is in Nederland niet verplicht, maar wordt door het overgrote deel van de bevolking wel vaak als sociaal wenselijk beschouwd. De rechtbank in Utrecht heeft op 30 augustus 2007 uitgesproken dat zeer demonstratief en zonder overleg weigeren voortaan handen te schudden zodanig verstoorde arbeidsverhoudingen opleverde dat ontslag gerechtvaardigd was.

#### België
In België eisen sommige gezagsdragers dat een bruidspaar hen de hand drukt alvorens het huwelijk te sluiten. Onder meer de Brusselse schepen Alain Courtois kwam in het nieuws omdat hij naar eigen zeggen een achttal huwelijken om die reden had geweigerd (een joods, een protestants en zes islamitische koppels). Volgens de jurist Jogchum Vrielink berust deze houding op een verkeerd begrip van de neutraliteit: het is de schepen als vertegenwoordiger van de staat die neutraal moet zijn, niet de burger. De overheid mag niet eisen dat de burger een soort mini-rechtsstaat wordt die geen levensbeschouwing mag uitdragen. Wel zou het weigeren handen te schudden een geldige grond zijn voor werkgevers - ook overheden - om iemand niet in aanmerking te nemen voor een job die sociale omgangsvormen vergt.